# SB 32c

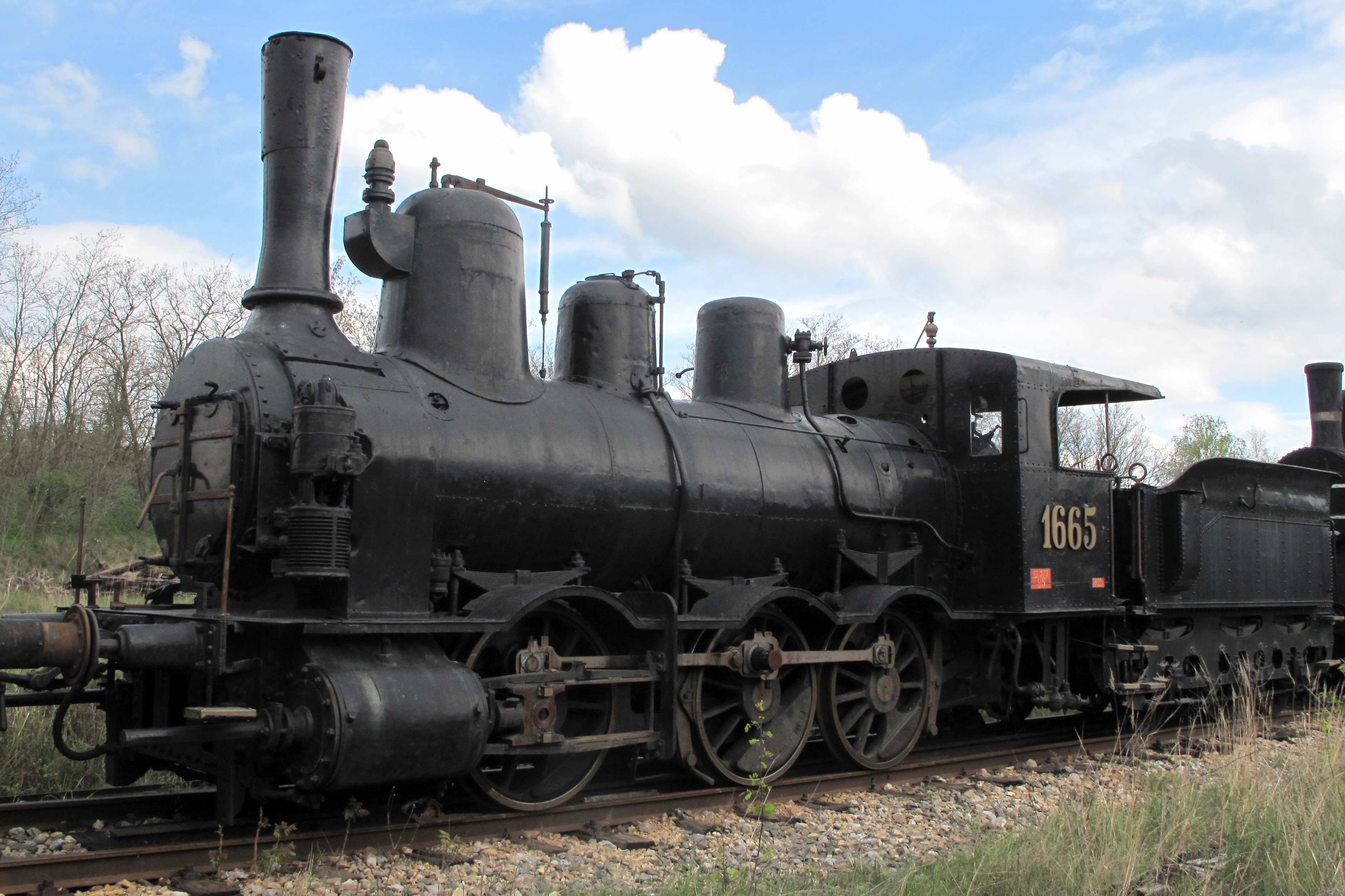

Die Dampflokomotivreihe SB 32c war eine Güterzug-Schlepptenderlokomotivreihe der Südbahn (SB) in Österreich.

## Geschichte
Die Südbahn bestellte ab 1884 insgesamt 73 Exemplare dieser Maschinen, die eine Weiterentwicklung der Reihen SB 32a und SB 32b waren. Als Universallokomotive der Südbahn kamen sie sowohl am Semmering als auch in Südtirol, im Pustertal, auf den Karststrecken und in Ungarn zum Einsatz.
Nach dem Ersten Weltkrieg blieben 20 Stück in Österreich (ab 1924 als Reihe 58 der BBÖ), zur MÁV kamen 18 als Reihe 333, die restlichen wurden in Italien FS 292.
Die BBÖ 58.15 kam 1938 in der Folge des Anschlusses Österreichs zur Deutschen Reichsbahn als 53.7121, wurde aber vor Ende des Zweiten Weltkrieges 1945 ausgeschieden.
Museal erhaltene Lokomotiven
| Nummer   | Baujahr | Erhaltungszustand   | Eigentümer/Standort                                 |
| -------- | ------- | ------------------- | --------------------------------------------------- |
| 32c 1665 | 1895    | nicht betriebsfähig | Technisches Museum Wien / Eisenbahnmuseum Strasshof |